# Hans-Rudolf Merz
Hans-Rudolf Merz (Herisau, 10 de novembre de 1942) és un polític suís del Partit Radical Democràtic de Suïssa i membre del Consell Federal Suís (des del 2004). És el cap del Departament Federal de Finances (el ministeri de finances suís) i President de la Confederació Helvètica el 2009.